# Жуков, Михаил Семёнович (футболист)
Михаил Семёнович Жуков (1912 — ?) — советский футболист, полузащитник.
В начале карьеры выступал за московские команды АМО / ЗиС (1932—1933, 1935—1936) и «Локомотив» (1936—1940). Переход Жукова перед стартом первого чемпионата СССР из ЗиСа в «Локомотив» сопровождался скандалом из-за возможного нарушения запрета на переходы игроков после середины мая. В чемпионатах СССР сыграл 89 матчей, забил 16 голов.
Участник матча против сборной Басконии в 1937 году.
Победитель первого Кубка СССР.